# سعاد عبد الرحمن الولايتي
سعاد عبد الرحمن راشد الولايتي؛ داعية وأديبة كويتية، ولدت في مدينة الكويت عام 1954م لأبوين كويتيين، أمها «غنيمه ناصر الشايجي»، وكان لأبويها اهتمام بالعلم والثقافة، واهتم والدها بالدعوة الإسلامية مذ مطلع شبابه، ورأس فيما بعد تحرير مجلة البلاغ الإسلامية الصادرة من الكويت، وكانت سعاد المولود الأول لوالديها وتلاها لاحقا ستة من الأبناء الذكور- توفي أحدهم رضيعا -وثلاث من الإناث، وكان للطابع الديني والثقافي الغالب على أسرتها أثر في اهتماماتها الدينية والثقافية مستقبلا.

## مراحل تعليمها
تلقت سعاد تعليمها الابتدائي والمتوسط في مدرسة الزهراء الكائنة في منطقة القبلة وهو من الأحياء القديمة في مدينة الكويت، وأكملت دراستها الثانوية في ثانوية قرطبة التي كانت تقع في منطقة الشامية آنذاك، وفي عام 1973م التحقت بجامعة الكويت وتخصصت بدراسة الأدب الإنجليزي، وقد تزايد اهتمامها بالأدب والدين في هذه الفترة.
بعد تخرجها في عام 1978م، عملت مدرسة للغة الإنجليزية لمدة عامين في مدرسة غرناطة في منطقة العديلية، ثم انتقلت بعدها لمدرسة الإسراء في منطقة السرة، وعملت بها مدرسة لعام واحد فقط، وخلال هذه الفترة كانت تشارك في أنشطة جمعية الإصلاح وهي من أشهر الجمعيات الإسلامية في الكويت.

## زواجها
في عام 1981م تزوجت جمال محمد الزنكي الذي كان مبعوثا من قبل جامعة الكويت للحصول على شهادة الدكتوراه من الولايات المتحدة، فسافرت معه حيث حصل على درجة الماجستير من جامعة قريلي في ولاية كولورادو، وهناك أنجبت بكرها المثنى عام 1983 وخلال اقامتها هناك شاركت في الأنشطة الإسلامية التي كانت تشرف عليها رابطة الشباب المسلم العربي في أمريكا وكندا، وتولت رئاسة اللجنة النسائية فيها لمدة عام. وأثناء اقامتها في أمريكا التي امتدت لأربع سنوات أنجبت أيضا ولداها علي، ثم محمد.
في عام 1986م انتقل الزوج لبريطانيا لإكمال دراسته. شاركت خلال اقامتها هناك في أنشطة جمعية الطلبة المسلمين MAYA وتولت رئاسة مؤتمرها الخامس والعشرين الخاص بالنساء.

## عودتها للكويت
في عام 1990 وقبل الاحتلال العراقي الغاشم لبلدها بأشهر قليلة عادت مع أسرتها للكويت بعد حصول الزوج على درجة الدكتوراه من جامعة سانت أندروز باسكلتندا، وبعد تحرير الكويت أصدرت روايتها الأولى «واكويتاه» التي وثقت بها أحداث الغزو الغاشم، وتوالت إصداراتها الأخرى على مدى السنوات التالية، كما تولت تحرير صفحة الأسرة في مجلة المجتمع الكويتية، وفي ذات الوقت كان لها زاوية أسبوعية في صحيفة الوطن الكويتية بعنوان وقفة، ولم يتوقف نشاطها الديني خلال هذه الفترة إذ كانت من واعظات جمعية الإصلاح في الكويت، وقد نهجت خطا جديدا في مسيرتها الدعوية حين شرعت في عام 1994م بدراسة العلم الشرعي على يد مجموعة من مشايخ الكويت، من أبرزهم الدكتور الشيخ محمد عبد الغفار الشريف العميد السابق لكلية الشريعة في جامعة الكويت، فدرست على يديه المذهبين الحنبلي والمالكي إلى جانب دراستها لمواد شرعية أخرى مثل أصول الفقه والحديث والقواعد الفقهية والعقيدة والسيرة النبوية وتزكية النفس على يديه، وعلى يد غيره من المشايخ، وحرصا منها على تدعيم أسلوبها الأدبي واللغوي قامت بدراسة النحو سنوات عدة على يد الدكتور إبراهيم محسن أستاذة مادة والنحو والبلاغة والصرف في جامعة الكويت.
في عام 1997 عملت مديرة للشؤون النسائية للجنة التعريف بالإسلام وهي اللجنة المتخصصة في دعوة المقييمن بالكويت من غير الناطقين باللغة العربية للإسلام، وخلال عملها قامت بتدريس الفقه باللغة الإنجليزية والعربية لداعيات اللجنة إلى جانب دروس الوعظ وكيفية الارتقاء بالشخصية الإسلامية وبعد عشر سنوات من هذا العمل، آثرت ان تتفرغ لدراستها الشرعية، ومؤلفاتها.
هناك جانب آخر أثار اهتمامها وهو النفس البشرية وتداخلاتها وما قد يطرأ عليها من أعراض نفسية، فكان ان اتجهت لدراسة علم «أنماط الشخصيات» Personality Types الذي أرست دعائمه الأمريكية ايزابل مايرز، وقد قامت بدراسته على يد الطبيب الكويتي الدكتور موسى الجويسر.

## وفاتها
توفيت سعاد الولايتي في 16 يونيو 2012م.

## مؤلفاتها

### ما تم كتابته
- واكويتاه؛ رواية «جزئين».
- وانقشع الضباب «رواية».
- أريد أما؛ «قصص قصيرة».
- أزواج وزوجات؛ قصص قصيرة «جزئين».
- أماه..هل فات الأوان؟ «تجارب تربوية».
- كويتي + كويتية؛ «رواية».
- تعلم كيف تتعلم؛ «مترجم».
- الداعية التي نريد؛ «دعوي».
- رسالة في مجالس العزاء.
- دع عنك التفكير؛ «بالاشتراك مع الكاتبة مها البحر».

### تحت الطبع
- نوف؛ «رواية».

### إصدارات أخرى:-
- سلسلة أشرطة مغامرات خالد لتعليم الفقه للأطفال.

## مشايخها
- الشيخ أ.د. محمد عبد الغفار الشريف.
- الشيخ عثمان المهيني.
- الشيخ د.عبد العزيز القصار.
- الشيخ د.عبد الله الملا.
- الشيخ د.محمد حسن هيتو.
- الشيخ د.أبو اليزيد العجمي.
- الشيخ د.محمد رواس قلعجي.
- الشيخ د.أحمد شرشان.
- الشيخ د.عناية الله ابلاغ.